# فيروسات بورنوية
فيروس بورنا هو جنس الفيروس الوحيد من الفيروسات البورنوية في رتبة الفيروسات السلبية الأحادية، ولها أصغر جينوم (8.9 كيلو قاعدة) من بين كل الفيروسات السلبية الأحادية وهو الوحيد في هذه الرتبة الذي له القدرة على التنسخ داخل نواة الخلية.
مع أن الفيروس اٍشتهر بتسببه في مرض بورنا لدى الأحصنة، أظهرت الاكتشافات الحديثة أن الفيروس البورناوي يمكن أن يلعب دورا لدى الاٍنسان في بعض الاٍضطرابات العصبية والعقلية، بما في ذلك الاكتئاب وتعكر المزاج ثنائي القطب.